# Hans Krebs (general)
 For alternative betydninger, se Hans Krebs. (Se også artikler, som begynder med Hans Krebs)
Hans Krebs, født 4 marts 1898 i Helmstedt, død 1. maj 1945 i Berlin, var en tysk general. Han var chef for generalstaben ved Oberkommando des Heeres (OKH) fra den 29. marts til den 1. maj 1945.
Krebs var den sidste generalstabschef i Det Tredje Rige. Han begik selvmord sent om aftenen den 1. maj 1945 i Førerbunkeren. Krebs gjorde primært tjeneste som stabsofficer og var i perioder udstationeret i Moskva som militærattaché. I afslutningsfasen af 2. verdenskrig var Krebs befalingsmand for OKH's hovedkvarter i Zossen og blev i april 1945 flyttet til Førerbunkeren, hvor han tjenstgjorde nær Adolf Hitler. Efter Hitlers død ledede Krebs forhandlingerne om kapitulation med Sovjetunionen, men da disse ikke lykkedes for ham, begik Krebs selvmord.

## Biografi
Hans Krebs var søn af overlæreren Otto Krebs og dennes hustru Adele. I Helmstedt gik Krebs i Gymnasium Julianum og da familien i 1913 flyttede til Goslar studerade han ved Ratsgymnasium, hvor has ansås for så dygtig, at han fik lov til at hoppe en klasse over. 29. april 1920 blev Krebs gift med Ilse Wittkop, med hvem han fik to døtre: Anne-Marie, født i 1921 og Lieselotte, født i 1925.

### Første verdenskrig
Den 3. september 1914 lod Krebs sig hverve som frivillig i Hannovers Jægerbataljon Nr. 10, som var stationeret i Goslar. Under 1. verdenskrig kom han dog hovedsagligt til at indgå i det 78. infanteriregiment og deltog i kampe i Rusland og Frankrig, herunder i slaget ved Somme 1916. Under vinteren 1914–1915 deltog Krebs i en 90-dages officersuddannelse i Döberitz og avancerade til løjtnant i juni 1915. Efter dette vendte han tilbage til 78. infanteriregiment, men blev alvorligt såret den 2 juni. Tilbage i tjeneste blev Krebs placeret som chef for et maskingeværkompagni og i krigens sidste tretten måneder var han som adjudant ved et infanteriregiment.

### Mellemkrigstiden
I perioden mellem 1919 og 1930 var Krebs en del af den tyske hær under Weimarrepublikken og forrettede tjeneste ved flere artilleri- og infanterikompagnier, herunder som stabsofficer. I 1920 blev han optaget i det 20. infanteriregiment i Reichswehr og blev derefter kompagniofficer ved I. bataljonen ved 17. infanteriregiment. Han blev den 1. oktober 1923 flyttet til uddannelsesenheden ved 8. preussiske rytterregiment i Breslau, fik lederuddannelse ved Reichswehrs 6. division, blev 1. oktober 1924 flyttet til 11. kompagni ved 17. infanteriregiment i Goslar og blev i sommeren 1925 forfremmet til overløjtnant (oberleutnant). Den 1 oktober 1926 blev han forflyttet til 15. kompagni ved 17. infanteriregiment i Celle, i foråret 1928 tjenstgjorde han først ved 11. kompagni og i august 1928 videre til 13. kompagni ved 17. infanteriregiment i Braunschweig, hvorefter han fra 1. oktober 1930 tjente ved uddannelsestroppen ved det 3. preussiske rytterregiment i Rathenow.
Krebs afsluttede sin lederuddannelse i Berlin og udnævntes til hauptmann ved Reichswehrministerium. Gennem sit arbejde i afdelingen for fremmede hære (Abteilung Fremde Heere) (T3) lærte Krebs et godt russisk og tilbragte længere tid i Sovjetunionen og Fjernøsten. Fra sommeren 1933 og til efteråret 1934 var Krebs assisterende militærattaché i Moskva. Den 1. oktober 1934 blev Krebs kompagnichef ved infanteriregimentet Gumbinnen i Gumbinnen, den 15. oktober operativ chef ved 24. infanteridivision i Chemnitz, udnævntes til major den 1. januar 1936 og blev forflyttet til Hærens overkommando ”OKH” den 6. oktober 1937. Der blev han overkvartermester ved 11. afdeling, avancerede til oberstløjtnant den 1. februar 1939 og gjorde i en kort tid tjeneste ved Führerreserven. I årene 1937–1939 var han chef for OKHs uddannelsessektion.

### Anden verdenskrig
I september 1939 sendtes Krebs til Moskva for at deltage i forhandlingerne med Sovjetunionen om delingen af Polen i forlængelse af Molotov-Ribbentrop-pagten (Felttoget i Polen i 1939 og Sovjetunionens invasion af Polen i 1939).
Den 15 december 1939 blev Krebs generalstabschef for overkommandoen ved Armeekorps VII, hvor han deltog i fremrykningen på Vestfronten under 2. verdenskrig og besættelsen af Frankrig. Han blev udnævnt til oberst den 1. oktober 1940.

#### Militærattaché i Moskva
I marts 1941 blev Krebs igen sendt til Moskva for at bistå den tyske militærattaché Ernst-August Köstring, men på grund af Köstrings sygdom fungerede Krebs i praksis som militærattaché frem til tyskernes invasion af Sovjetunionen i juni 1941. Krebs var formentlig selv imod krigen med Sovjetunionen. I stedet var han en stærk fortaler for et tysk-russisk samarbejde og han kendte flere ledende militærpersoner i den Røde Hær.
På et tidspunkt i begyndelsen af 1941 befandt Krebs sig på en jernbanestation i Moskva, samtidigt som Stalin var der for at tage afsked med den japanske udenrigsminister Matsuoka Yōsuke. Stalin fik øje på Krebs, dunkede ham i rygge oh sagde: "Vi må altid forblive venner, uanset hvad der sker" og hentydede til Tyskland og Sovjetunionen. Krebs blev chokeret over denne gestus og svarede: "Det er jeg overbevist om, at vi vil forblive med at være". Denne episode blev velkendt indenfor Wehrmacht og gav Krebs en vis anseelse.

#### Operationerne 1942–1945
Den 14. januar 1942 blev Krebs generalstabschef ved den 9. armén og udnævntes til generalmajor den 1. februar 1942. Den 1. marts 1943 blev han udpeget til generalstabschef for Heeresgruppe Mitte og avancerede til generalløjtnant den 1. april 1943. For sin indsats ved planlægningen af felttogene mod øst blev Krebs den 26. marts 1944 belønnet med Jernkorsets Ridderkors. Under slaget ved Stalingrad var Krebs til stede ved fronten og kæmpede i Slaget ved Rsjev. Den 1. augusti 1944 blev han general af infanteriet og udnævntes til generalstabschef for Armégruppe B,der blev ledet af Walter Model, den 5. september 1944.
Som generalstabschef hos Model kom Krebs i efteråret 1944 til at deltage i planlægningen og udførelsen af Ardenneroffensiven mod det sydlige Belgien. Sammen med Gerd von Rundstedts generalstabschef Siegfried Westphal blev Krebs den 28. oktober 1944 hidkaldt til Hitlers hovedkvarter Wolfsschanze, for at blive informeret om operationen. Krebs og Westphal var optimistiske med hensy til operationen og støttede den af Hitler udarbejdede plan, selvom von Rundstedt, som var den formelt højeste ansvarlige for offensiven, sagde, at han var skeptisk over for "skrivbordsprojektet".
Den 16. februar 1945 blev der under Walther Wencks ledelse indledt en offensiv i det østlige Pommern for at imødegå den sovjetiske fremrykning mod Berlin. Til rådighed fandtes mere end 1.200 tanks, men under panserslaget ved Stargard led tyskerne store tab og Wenck selv blev såret så alvorligt, at han sattes udenfor tjeneste. Krebs overtog kommandoen for offensiven, men efter kun 2 døgn blev tyskerne tvunget til at trække sig tilbage og de sovjetiske tropper erobrede hele den pommerske kyst.

#### Ved generalstaben
I februar 1945 beordrede Hitler Krebs til Berlin for sammen med Heinz Guderian at lede generalstaben. Da Guderian senere blev afskediget, overtog Krebs dennes opgaver og blev stationeret ved OKHs hovedkvarter Maybach I og II i Zossen. I marts og april blev hovedkvarteret i Zossen i stigende grad udsat for de allieredes bombninger, som blandt andet fik sat telefonnettet ud af kraft og forhindrede hovedkvarteret i at holde kontakt med stabene.Den 15. marts blev Krebs lettere såret ved de amerikanske bombetogter over Zossen. Den 1. april blev Krebs udnævnt til generalstabschef. Den svenske journalist og forfatter Niclas Sennerteg beskriver Krebs fremtoning som chef for generalstaben som svag og uselvstændig, samt at han blev en "megafon for sin herres stemme".
Om morgenen den 21. april blev Krebs vækket i hovedkvarteret i Zossen af sin adjudant, som rapporterede at fyrre russiske T-34 kampvogne var på vej fra Baruth mod Zossen. Krebs ringede til Rigskancelliet og bad om at få flyttet hovedkvarteret, men Hitler afviste anmodningen. Ved 11-tiden kunne lyden fra kampvognenes kanoner høres i hovedkvarteret og man beregnede at russerne ville nå frem indenfor en halv time. Samtidigt rapporterede chefen for Zossens forsvarsstyrke, løjtnant Kränkel, at de havde lidt store tab mod russerne og ikke kunne forhindre deres fremgang mod hovedkvarteret. Krebs afholdt en konference med sine officerer, som var parate til at gå i krigsfangenskab. Kort tid efter blev det rapporteret, at kampvognene var løbet tør for brændstof og havde gjort holdt nord for Baruth. Klokken 13.00 ringede Wilhelm Burgdorf fra rigskancelliet og meddelte, at OKH nu fik lov til at flytte hovedkvarteret til Luftwaffe-basen ved Eiche. Derefter blev bunkerkomplekset i Zossen evakueret og senere samme eftermiddag overtog russerne komplekset.

### Slaget om Berlin

#### Førerbunkeren
Under afslutningen af slaget om Berlin blev Krebs flyttet til Førerbunkeren. Igesom de fleste andre officerer i bunkeren, havde Krebs ikke særligt mange opgaver at passe, bortset fra tilstedeværelsen ved konferencerne. På en af etagerne indrettede Krebs, Martin Bormann og Wilhelm Burgdorf sammen med flere andre et drikkelag og Krebs adjudant Bernd Freytag von Loringhoven beskrev det som om, at de tre drak sig gennem de svære dage.
Ved stabskonferencen den 22. april, hvor Krebs deltog, drøftedes mulighederne for, at Felix Steiner sydfra kunne rykke til forsvaret af Berlin. Hitler havde givet udtrykkelige ordrer om, at Steiner og Luftwaffe skulle gå i aktion, men det var umuligt at gøre for Steiner. På konferencen gik det for første gang op for Hitler at Steiners angreb ville udeblive, hvilket fremkaldte et stort raseriudbrud fra Hitlers side. Efter i lang tid at have udskældt de tilstedeværende officerer bekendtgjorde Hitler, at krigen var tabt og at han havde tænkt sig at forblive i Berlin for at dø der. Hitlers beslutning kundgjordes dagen derpå i Tyskland.Samme dag fik nogle højtstående militærpersoner ordre om at begive sig til forskellige armékorps med ordrer fra Hitler, men Krebs blev beordret til at forblive i bunkeren.
Den 23. april besluttede Helmuth Weidling, chefen for LVI Kampvognskorps, at trække sit korps tilbage til et sted nærmere Berlin. Nogen rapporterede dog til Hitler, at Weidling af fejhed havde retireret helt til Potsdam og på denne baggrund dømtes Weidling til døden. Weidling ringede til rigskancelliet for at få klarhed over sagen, men Krebs, som svarede i telefonen, sagde med "påfaldende kølighed", at Weidling var dømt til døden. Weidling bestemte sig så for personligt at begive sig til rigskancelliets bunker og for at udrede situationen. I bunkeren blev han modtaget af Burgdorf og Krebs og under en længere samtale forklarede Weidling, at placeringen af hans stab kun befandt sig et par kilometer fra russernes linje. Weidling nævnte endda, at Oberkommando der Wehrmacht (OKW) endog havde frataget befalingen fra ham, men Krebs svarede, at den ordre allerede var annulleret og at Hitler omgående ville møde Weidling. Dette skete og under mødet udnævnte Hitler Weidling til kommandant for Berlins forsvar.
Den 28. april fik Hitler kendskab til, at Heinrich Himmler forsøgte at forhandle om kapitulation med vestmagterne genom den svenske greve Folke Bernadotte. Himmlers adjudant Hermann Fegelein blev pågrebet og fremstillet for et tribunal bestående af SS-generalen Wilhelm Mohnke, Krebs, general Wilhelm Burgdorf och SS-generalen Johann Rattenhuber. Fegelein var dog så beruset, at processen ikke kunne gennemføres. Samme dag ringede Krebs til Wilhelm Keitel i Fürstenberg og sagde, at hvis ikke der kom nogen hjælp til Berlin indenfor 48 timer, var alting fortabt. Keitel lovede at lægge pres på Wenck, chef for 12. Armé og Theodor Busse, chef for 9. Armé, for at få dem til at gå til angreb fra syd og øst. Samtidigt skulle Rudolf Holste med sine enheder angribe fra nord.
Ved konferencen den 29. april rapporterede Krebs, at russerne havde indtaget Charlottenburg, Grunewald og Anhalter Bahnhof. Eftersom der ikke var kommet nyt fra Wenck, blev nogle officerer beordret til at begive sig til ham og beordre ham til at skynde sig. Samme dag forlod Krebs adjudant Bernd Freytag von Loringhoven bunkeren og Berlin. Om aftenen bevidnede og undertegnede Krebs, Joseph Goebbels, Martin Bormann og Wilhelm Burgdorf Hitlers politiske testamente. Senere på aftenen kontaktede Krebs general Alfred Jodl og spurgte hvor Busses, Wencks og Holstes styrker befandt sig og hvornår de skulle komme frem til Berlin. Først på morgenen den 30. april meldte Jodl tilbage, at Wenck befandt sig ved Schwielowsee, at størstedelen af 9. Armé var omringet og at Holste ikke kunne komme til undsætning. Efter brylluppet mellem Hitler og Eva Braun tog et antal adjudanter afsked og fik Hitlers tilladelse til at forlade bunkeren. Krebs og Burgdorf lovede dog at blive tilbage og begå selvmord.
Klokken 22.00 den 29. april begyndte aftenkonferencen med Hitler, Krebs, Burgdorf, Goebbels, Bormann, Weidling, Walther Hewel, Hans-Erich Voss og Nicolaus von Below. Weidling informerede om, at russerne nærmede sig luftfartsministeriet, rykkede frem på alle fronter og antageligt ville nå frem til rigskancelliet senest den 1. maj. Efter konferencen forlod von Below bunkeren og Krebs bad ham forsøge at videregive en hilsen til sin hustru og gav von Below hendes adresse. Han gav ham også et brev med til Jodl, hvori han beskrev Berlins håbløse situation. Bormann og Krebs udsendte til sidst en meddelelse til samtlige kommandører, der i sin helhed lød: "Føreren forventer sig en ueftergivelig loyalitet af Schörner, Wenck og andre. Han forventer sig også at Schörner og Wenck skal redde ham og Berlin"..

#### Hitlers død og Tysklands kapitulation
Om eftermiddagen den 30 april tog Hitler afsked med nogle fra personalet i bunkeren. Udover Kreb drejede det sig om Traudl Junge, Bormann, Goebbels, Burgdorf, Hewel, Rattenhuber, Voss, Otto Günsche, Heinz Linge, Gerda Christian, Constanze Manziarly, Werner Naumann, Peter Högl og Else Krüger. Derefter trak Hitler og Eva Braun sig tilbage og begik selvmord senere på eftermiddagen. Deres kroppe blev båret op fra bunkeren og lagt ned i et krater i rigskancelliets have. Derpå blev de overhældt med benzin og antændt. De tilstedeværende, Goebbels, Krebs, Bormann, Burgdorf, Hitlerjugends leder Artur Axmann og nogle andre heilede mens ligene blev kremeret.
Ved 2 eller 03-tiden om natten til den 1. maj fik Krebs til opgave af Goebbels, at opsøge den sovjetiske kommandør Vasilij Ivanovitj Tjujkov i dennes hovedkvarter et eller andet sted i Berlin, for at forhandle om en separat fred. Kl. 03.50 fandt Krebs, som fulgtes med SS-Obersturmführer Neilandis og Weidlings stabschef, oberst Thedor von Dufving, frem tilhovedkvarteret i Tempelhof. Krebs informerede Tjujkov om, at Hitler havde begået selvmord den foregående dag. Tjujkov lod som om kan vidste dette for at forvirre Krebs. Krebs oplæste derefter Hitlers politiske testamente og Goebbels skriftlige forslag om forsøg på en separatfred mellem de lande, der havde lidt de største tab i krigen.Tjujkov ringede op til marskal Georgij Zjukov og redgjorde for hvaf Krebs havde fortalt. Zjukov beordrede, at man kun ville acceptere en betingelsesløs kapitulation, hvilket Tjujkov videreformidlede til Krebs. Krebs svarede, at dette ikke kunne ske før Sovjetunionen anerkendte Karl Dönitz' nye regering. Zjukov gav tyskerne en tidsfrist til klokken 10.15 den 1. maj og hvis tyskerne ikke inden da havde accepteret en betingelsesløs kapitulation, ville Berlin blive forvandlet til en ”ruinhob”.
Efter mødet vendte Krebs tilbage til bunkeren ved 12-tiden om formiddagen og informerede Goebbels og Bormann om de sovjetiske krav. Efter en fornyet drøftelse endte det med, at man fra rigskancelliet sendte besked til Tjujkov om at forhandlingerne var afbrudt.

#### Krebs' selvmord
Efter Hitlers død var ægtefællerne Goebbels fast besluttede på at myrde deres børn, som også var i bunkeren, og selv begå selvmord. Krebs var imod beslutningen og tilbød Goebbels et pansret køretøj for at flygte med sin familie. Goebbels vægrede sig ved at acceptere tilbuddet og svarede: "Nej tak, jag er ikke længere interesseret i livet." Efter Goebbels selvmord den 1. maj blev Krebs suicidal og kunne ikke længere varetage kapitulationsforhandlingerne med russerne. Opgaven blev overtaget af chefen for Berlins forsvar, Helmuth Weidling. Da Weidling den 2. maj ringede op til Tjujkov, spurgte han efter Krebs. Weidling svarede, at han havde set Krebs den foregående dag i rigskancelliets bunker og at han sandsynligvis havde tænkt sig at begå selvmord.
Om eftermiddagen den 1. maj forlod store grupper af officerer og personale bunkeren i et forsøg på at gå igennem de russiske linjer, mens Krebs, Burgdorf og Franz Schädle blev tilbage. Hitlers sekretær Traudl Junge beskriver i sine memoirer, hvordan Burgdorf og Krebs glattede deres uniformsfrakker og gav hånd til alle, der begav sig afsted.
For at undgå at havne i sovjetisk fangenskab, begik Krebs og Burgdorf selvmord ved 21.30-tiden den 1. maj, efter først at have indtaget en større mængde alkohol.Rochus Misch fandt deres lig og påstod senere, at mændene havde begået selvmord med cyanid, fordi han ikke så noget blod. Ifølge Mischs version modtog han en telefonsamtale, hvor den der ringede op søgte Krebs. Krebs og Burgdorf sad og sov i bunkerens korridor og Misch koblede samtalen til telefonen i korridoren. Da ingen svarede i telefonen gik Misch ud for at vække begge generalerne og fandt da ud af, at begge var døde. Siden blev Krebs og Burgdorfs lig båret ud i haven af personale fra Reichssicherheitsdienst. Franz Schädle, som på grund af en skade i foden ikke kunne fælge med Bormanns gruppe, begik også selvmord den 2. maj.(1999)
De sovjetiske soldater tog hånd om ligene efter Hitler, Eva Braun, Krebs og familien Goebbels, som blev obduceret den 8. maj. Ved undersøgelsen af de indre organer fremgik det, at Krebs havde begået selvmord med cyanidforgiftning og at han ikke havde skudt sig selv. Tre udvendige sår på hovedet antoges at være opstået efter døden. Uanset at ligene efter Goebbels og Krebs med sikkerhed var fundet og identificeret, var Josef Stalin endnu den 26. maj overbevist om, at Hitler, Goebbels, Bormann og Krebs var flygtet fra Berlin og stadig var i live. Krebs død blev dog bekræftet af den tilfangetagne Weidling og kundgjordes i Sovjetunionen den 9. juni, men selv efter dette udtrykte Stalin sig skeptisk.
Krebs blev senere i februar 1946 begravet på en SMERSJ ejendom på adressen Westendstrasse 32 og 36 i Magdeburg. I 1970 godkendte den daværende chef for KGB, Jurij Andropov, en plan for destruktion af resterne af Krebs' lig. Den 4. april 1970 blev planen iværksat og efter at resterne var blevet brændt og pulveriseret, blev asken kastet i floden Ehle fra Schweinebrücke (svinebroen), Magdeburgerstrasse nær Biederitz.

## Krebs som person
Krebs politiske indstilling beskrives som stærkt racistisk og antikommunistisk, blandt andet på grund af udtalelser, som Krebs gjorde om russiske militær delegerede, som besøgte Berlin i 1932. Af sin adjudant, Bernd Freytag von Loringhoven, beskrives Krebs som en glad, intellektuel og flittig officer, som steg hurtigt i graderne, men uden selv at have ledet en enhed i krig. Krebs nød heller ingen større respekt hos feltkommandørerne og plejede at blive omtalt som "manden som kan gøre sort til hvidt". Generaloberst Gotthard Heinrici, som i slutningen af krigen gjorde tjeneste nær Krebs, anså ham for at være falsk og at Krebs indtog sin høje position, fordi han hele tiden skjulte for Hitler, hvor alvorlig den militære situation egentlig var.
Efter anden verdenskrig beskrev tilfangetagne tyske militærpersoner Krebs som en duelig og optimistisk militærmand, men alt for opportunistisk og ansås som "Hitlers tallerkenslikker".Om hans personlighed, at han var slagfærdig og ofte sarkastisk. En stabsofficer beskrev ham på følgende måde: "Denne korte, brillebesmykkede, noget hjulbenede mand, lo uafladeligt og havde en aura af faun over sig".

## Forfremmelser
| Dato            | Tjenestegrad            |
| --------------- | ----------------------- |
| December 1914   | sergent                 |
| Juni 1915       | Løjtnant                |
| 1. april 1925   | Overløjtnant            |
| 1931            | Kaptajn                 |
| 1. januar 1936  | Major                   |
| 1. februar 1939 | Oberstløjtnant          |
| 1. oktober 1940 | Oberst                  |
| 1. februar 1942 | Generalmajor            |
| 1. april 1943   | Generalløjtnant         |
| 1. august 1944  | General for infanteriet |

## Udmærkelser
Hans Krebs udmærkelser
- Jernkorset (Eisernes Kreuz) af II og I klasse
- Hohenzollerske husordens ridderkors (Ritterkreuz des Königlichen Hausordens von Hohenzollern)
- Braunschweigs krigsfortjenestekors (Braunschweiger Kriegsverdienstkreuz af II og I klasse
- Friedrich August-korset (Friedrich-August-Kreuz) af II og I klasse
- Såretmærket (Verwundetenabzeichen) i sort
- Æreskorset (Ehrenkreuz für Frontkämpfer)
- Wehrmachts tjenestetidsmærke (Dienstauszeichnung (Wehrmacht)) af IV, III, II og I klasse
- Spænde til Jernkorset (Spange zum Eisernen Kreuz) af II og I klasse
- Østfrontmedaljen (Medaille Winterschlacht im Osten 1941/1942)
- Tyske Kors (Deutsche Kreuz) i guld
- Jernkorsets Ridderkors (Ritterkreuz des Eisernen Kreuzes)
  - Ridderkorset: 26 marts 1944
  - Egeløv: 20 februar 1945

## I kulturen
I filmen Der Untergang (2004) portrætteres Hans Krebs af Rolf Kanies.

### kilder
- Beevor, Antony (2002). Berlin: Slutstriden 1945 (svensk). Lund: Historiska media. ISBN 91-89442-56-3.
- Bergström, Christer (2014). The Ardennes, 1944–45: Hitler's Winter Offensive. Casemate Publishers.
- Bezymenski, Lev (1968). The Death of Adolf Hitler (engelsk). New York: Harcort, Brace & World.
- Delaforce, Patrick (2015). The Fourth Reich and Operation Eclipse (engelsk). Fonthill Media. ISBN 978-1-78155-400-5.
- Dollinger, Hans (1967). The Decline and Fall of Nazi Germany and Imperial Japan (engelsk). New York: Crown.
- Freyag von Loringhoven, Bernd (2008). In the Bunker with Hitler: 23 July 1944–29 April 1945. Pegasus Books.
- Joachimsthaler, Anton (2000). The Last Days of Hitler: Legend, Evidence and Truth (engelsk). London: Cassell. ISBN 978-1-4072-2133-5.
- Junge, Traudl (2003). I Hitlers tjänst (svensk). Historiska Media. ISBN 91-89442-72-5. Dansk udgave: Til den bitre ende, Lindhardt og Ringhof, ISBN 87-595-2049-3
- Klee, Ernst (2007). Das Personenlexikon zum Dritten Reich (tysk) (2. udgave). Frankfurt am Main: Fischer Taschenbuch Verlag. ISBN 978-3-596-16048-8.
- Misch, Rochus (2013). Hitler's Last Witness: The Memoirs of Hitler's Bodyguard (engelsk). London: Frontline Books. ISBN 978-1-84832-749-8.
- Mitchman, Samuel W. (2009). The Siegfried Line: The German Defense of the West Wall, September–December 1944 (engelsk). Mechaniscsburg: Stackpole books. ISBN 978-0-8117-3602-2.
- O'Donnell, James P. (1978). The Bunker: The History of the Reich Chancellery Group. Boston: Houghton Mifflin.
- Ryan, Corenlius (2015). The Last Battle: The Classic History of the Battle of Berlin (engelsk). London: Hodder & Stoughton. ISBN 978-1-473-62007-0.
- Sennerteg, Niclas (2007). Nionde arméns undergång: Kampen om Berlin 1945 (svensk). Lund: Historiska media. ISBN 978-91-85507-43-6.
- Snyder, Louis Leo (1989). Hitler's Elite: 19 Biographical Sketches of Nazis Who Shaped the Third Reich (engelsk). Hippocrene Books.
- Thacker, Toby (2009). Joseph Goebbels: Life and Death (engelsk). Palgrave Macmillan. ISBN 978-0-230-27866-0.
- Toland, John (2003). The Last 100 Days: The Tumultous and Controversial Story of the Final Days of World War II in Europe (engelsk). New York: The Modern Library. ISBN 0-8129-6859-X.
- Trevor-Roper, Hugh (1987). The Last Days of Hitler (engelsk). The University of Chicago Press. ISBN 0-226-81224-3.
- Trevor-Roper, Hugh (2010). Hitlers sista dagar. Fischer & Co. ISBN 978-91-85183-84-5.
- Tully, Andrew (2013). Berlin: The Story of a Battle (engelsk). eNet Press. ISBN 978-1-61886-728-5.
- Wette, Wolfram (2007). . The Wehrmacht: History, Myth, Reality (engelsk). Cambridge: Harvard University Press. ISBN 9780674025776.
- Zabecki, David T. (2014). Germany at war: 400 years of Military History (engelsk). Santa Barbara: ABS-Clio. ISBN 978-1-59884-980-6.
- Time∞Note (2020). "Hans Krebs" (tysk). Hentet 13. maj 2020.
- Lexikon der Wehrmacht (2015). "General der Infanterie Hans Krebs" (tysk). Hentet 23. maj 2020.
- Miller, Michael D.; Collins, Gareth (2016). "General der Infanterie Hans Krebs" (engelsk). Arkiveret fra originalen 13. august 2016. Hentet 13. juli 2020.
- IMDb (2004). "Der Untergang". IMDb. Hentet 28. maj 2020.
- Hopmans. "Worl War II Graves: Hans Krebs" (engelsk). Hentet 16. oktober 2020.

## Eksterne links
- Wikimedia Commons har flere filer relateret til Hans Krebs (general)